# Panorama Life
Panorama Life es un complejo de seis edificios situado en la ciudad de San Pedro Sula, Honduras, específicamente en Colonia Rancho el Coco, 2.ª Calle, 3.ª Avenida, San Pedro Sula, Honduras. Actualmente ostentan ser unas de las zonas más densificadas de San Pedro Sula.

## Descripción de la obra
Panorama Life es un proyecto realizado por el grupo hondureño Inmobiliaria Nuevos Horizontes. El proyecto cuenta con Panorama I de 24 niveles y 80 metros, Panorama II de 32 niveles y 115 metros de altura, los cual es el sexto edificio más alto de toda Honduras. Actualmente están en construcción la tercera fase de este proyecto, Panorama III, está compuesto de 4 torres de 16 niveles con 70 metros de altura.  
El proyecto se construyó en una de las zonas más importantes de la ciudad metropolitana específicamente en la colonia Rancho el Coco en las faldas del merendón, en San Pedro Sula. Las torres son parte de un proyecto muy ambiciosos, que al principio pretendían ser de igual tamaño y diseño, pero por la demanda se cambiaron los planos a una segunda torre con más apartamentos; la primera torre dio inicio en 2009 y se terminó en 2011 la segunda inició su construcción en el 2015 y se terminó en finales de 2017 y se inauguró la segunda torre a principios del 2018. 
El plan del proyecto comprende 2 torres de 24 y 32 niveles en un área de 2,5 manzanas de terreno de los cuales una estará destinada a áreas verdes, los edificios están equipados con la última tecnología para la seguridad y lujos.
La construcción de la primera Torre cuenta con 80 apartamentos con la segunda fase del proyecto se llegó a 170 apartamentos en total se irá avanzando conforme a la demanda de los usuarios.

## Panorama III
En enero del 2022, la Inmobiliaria Nuevos Horizontes anunció que iban a construir la tercera fase de Panorama Life. Panorama III, es un proyecto actualmente en construcción de 4 torres residenciales con 16 niveles que tienen alrededor de 70 metros de altura.  

## Datos del proyecto
El proyecto Panorama Life es conformado por Panorama I (2011), Panorama II (2018) y Panorama III (actualmente en construcción). Este proyecto consiste de 300 apartamentos y 6 torres residenciales con un costo que supera los 100 millones de dólares.
Datos de las torres:
- Altura máxima:

Panorama I (1 torre) = 80 metros
Panorama II (1 torre) = 115 metros
Panorama III (4 torres) = 70 metros
- Número de plantas:

Panorama I = 24 niveles
Panorama II = 32 niveles
Panorama III (4 torres) = 16 niveles
- Año de construcción e inauguración:

Panorama I: Construcción comenzó el año 2009 y término en 2011
Panorama II: Construcción comenzó el año 2015 y término en 2018
Panorama III: Construcción comenzó el año 2022 y se terminaran en 2024